# Ninox fusca
Ninox fusca (лат.) — вид птиц рода иглоногие совы семейства совиных. Подвидов не выделяют. У представителей данного вида серые полосы на брюхе и белые пятна на затылке. Этот вид был описан французским орнитологом Луи Пьером Вьейо в 1817 году как Strix fusca. Австрийский орнитолог Карл Эдуард Хелльмайр отметил, что данный вид очень похож на пятнистую иглоногую сову, и пришел к выводу, что Ninox fisca, вероятно, подвид этой совы, и Майр классифицировал его как подвид в 1943 году. Генетический анализ и анализ криков показывают, что этот вид заметно отличается от австралийских популяций пятнистой иглоногой совы, было предложено реклассифицировать Ninox fusca как отдельный вид.